# Anna Maria Żukowska
Anna Maria Żukowska (Varsóvia, 11 de junho de 1983) é uma política e jurista polonesa. Desde 2019, ela é membro do Sejm. Ela é membro do partido Nova Esquerda e líder do grupo parlamentar A Esquerda.

## Biografia
Anna Maria Żukowska nasceu em 11 de junho de 1983, em Varsóvia, na Polônia. Ela é descendente de judeus poloneses. Frequentou o Autorskie Liceum Ogólnokształcące nr 42 em Varsóvia, onde foi colega de classe da atriz de cinema Hanna Konarowska e a escritora e empresária Sylwia Stano. Mais tarde, Żukowska frequentou a Universidade de Varsóvia, onde se formou em 2013 com o título de bacharel em estudos de inglês e em 2015 com o título de mestre em Direito. Żukowska era co-dirigente do negócio da família e trabalhava lá como tradutora. Ela era membro da Organização Nacional da Juventude Judaica da Polônia, e membro do comitê organizador da Parada pela Igualdade de Varsóvia.
Ela se juntou ao partido Aliança Democrática de Esquerda, onde se tornou vice-presidente da divisão do partido para a Voivodia da Mazóvia. Em 2010, ela concorreu sem sucesso a um cargo no Conselho Distrital de Mokotów, Varsóvia. Em 2016, ela se tornou porta-voz do partido. Em 2018, ela concorreu sem sucesso ao cargo de membro do Conselho Municipal de Varsóvia.
Em 19 de julho de 2019, a Aliança de Esquerda Democrática tornou-se parte da aliança política de Esquerda. Żukowska foi eleita na eleição parlamentar de 2019 para ser membro do Sejm, representando o círculo eleitoral n.º 19, que consiste na cidade de Varsóvia. Ela obteve 18 864 votos na eleição, 1,37% do total de votos no distrito eleitoral. Tornou-se vice-presidente do Comitê de Justiça e Direitos Humanos, membro do Comitê de Responsabilidade Constitucional e porta-voz do grupo parlamentar A Esquerda.
Em janeiro de 2021, ela renunciou ao cargo de porta-voz do partido, após a decisão do partido de proibir os membros activos do Sejm de ocuparem o referido cargo.
Em 9 de outubro de 2021, a Aliança de Esquerda Democrática uniu-se à Primavera, formando o partido Nova Esquerda.
Ela foi reeleita nas eleições parlamentares de 2023, para continuar sendo membro do Sejm pelo seu distrito eleitoral. Ela recebeu 38.426 votos (2,24% do total de votos). Em 14 de novembro de 2023, foi eleita para o Conselho Nacional da Magistratura pelo Sejm.

## Vida pessoal
Żukowska se declarou publicamente bissexual em 2018. Ela tem uma filha, Amelia.